# Melchior de Haze
Melchior de Haze (Antwerpen, gedoopt 5 juni 1632 – aldaar begraven omstreeks 22 oktober 1697) was een Zuid-Nederlands klokkengieter. 

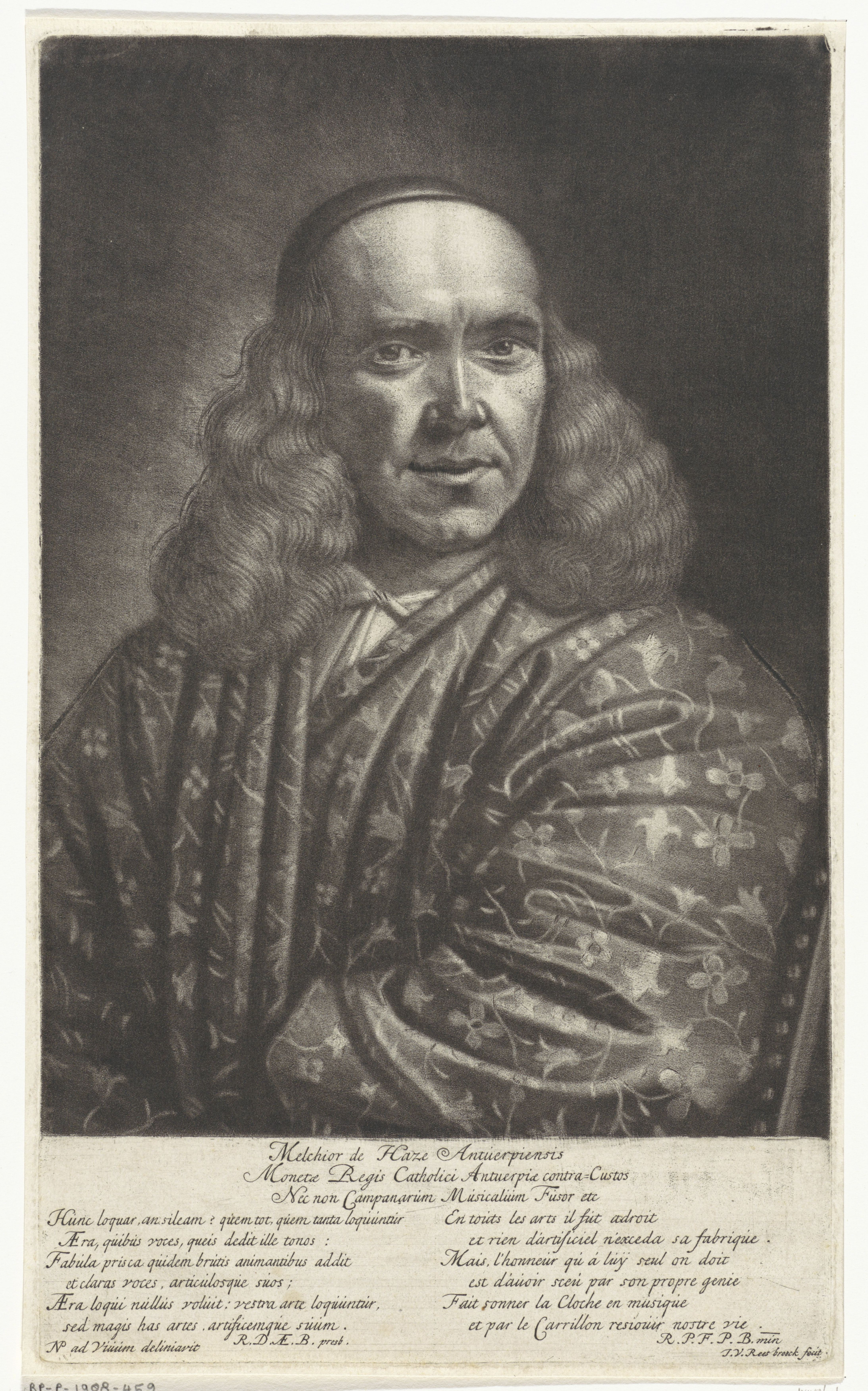
Portret van Melchior de Haze door Jacob van Reesbroeck

Hij was zoon van koopman Pieter de Haze en Anna. Vader was tevens kerkmeester in de Onze-Lieve-Vrouwekathedraal. Onder diens gezag goten de gebroeders Pieter en François Hemony in Zutphen een aantal klokken voor de twee beiaarden (de Kermis- en de Kerkbeiaard) in de torens van deze kathedraal. Melchior begon pas vanaf rond zijn tweeënveertigste met klok-gieten; zijn eerste werk was voor het Escorial in Madrid van Filips II van Spanje (die klokken verdwenen later weer). Hij was qua ontwerpstijl een volgeling en vermoedelijk ook leerling van Pieter Hemony die tijdelijk in Gent werkte. Daarna maakte hij, als concurrent van deze Pieter Hemony, de klokken voor het Belfort van Brugge, maar deze werden in 1741 getroffen door bliksem en een brand waardoor ze weer verdwenen; de grote zegeklok in dit belfort bestaat echter nog wel. De beiaard werd vervangen door Joris Dumery.
Er volgden klokkenspelen voor Breda (verdwenen) en Den Haag, alhoewel die laatste werd afgekeurd, zijn een aantal klokken nog steeds te beluisteren in de toren van de Grote of Sint-Jacobskerk (Haagse Toren). Oorzaak van de matige stemming bleek een falende giettechniek. Ander werk is te bewonderen op de Waagtoren van Alkmaar. En in de dakruiter op de Grote of Sint-Laurenskerk, waarbij bij een restauratie rond 1967 ook 12 klokken vanuit de Waag van Melchior de Haze aangebracht zijn. De overige klokken die toen van de twee carillons overbleven bij die renovatie, spelen tegenwoordig automatisch op een recent gemaakte speeltrommel in de dakruiter op de Kapelkerk ook in Alkmaar. Melchior de Haze leverde verder nog internationaal werk af voor (weer) Madrid, Aranjuez en Salzburg (Automatisch spel). Ook het belfort van Brussel had een carillon van De Haze; zij hadden dat gekocht van Tienen; ook Brussel kon er niet lang van genieten; de toren en kerk Sint-Niklaas stortte in 1714 in.
Franciscus de Sevin schreef in 1683 een Latijns eerbetoon aan Melchior de Haze in 182 verzen. Jacob van Reesbroeck portretteerde de klokkengieter; het bevindt zich in het Rijksprentenkabinet.